# Vincenzo Scotti
Vincenzo Scotti (Napoli, 16 settembre 1933) è un politico, ex sindacalista ed ex imprenditore italiano.
A lungo nei vertici della Democrazia Cristiana e ministro in diversi governi tra il 1978 e il 1992. Dopo un periodo d'inattività politica, fu sottosegretario agli affari esteri del governo Berlusconi IV.

## Biografia
Ottenne la laurea magna cum laude in giurisprudenza nel 1955 all'Università degli Studi di Roma "La Sapienza", con una tesi su economia dello sviluppo e regioni arretrate. Dal 1954 al 1958 è stato responsabile del centro di ricerca della CISL, occupandosi delle politiche di sviluppo in Italia e in particolare nel Mezzogiorno.
È stato fondatore e presidente per vent'anni dell'Università degli Studi Link Campus University.

### Carriera politica

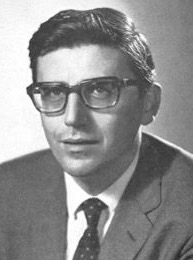
Vincenzo Scotti nel 1968

Alle elezioni politiche del 1968 viene eletto deputato tra le file della Democrazia Cristiana, entrando a far parte della Commissione Finanze. Ripetutamente rieletto nel collegio di Napoli-Caserta, alle politiche del 1979 raggiunge il massimo delle preferenze con 219.000 voti.
Nel 1976 viene nominato sottosegretario di Stato al bilancio e alla programmazione economica. Dal 1978 al 1992 ricopre la carica di ministro in diversi dicasteri: ministro per i beni culturali e ambientali nel 1981-1982 nei governi Spadolini I e Spadolini II; ministro dell'interno nel 1990-1992 nei governi Andreotti VI e Andreotti VII; ministro degli affari esteri dal giugno al luglio 1992 nel governo Amato I. Nel 1983 concluse il primo accordo fra sindacati, governo e Confindustria, che divenne noto come "accordo Scotti".
Nell'aprile 1984 viene eletto sindaco di Napoli, carica che mantiene per pochi mesi fino ad agosto dello stesso anno a causa della incompatibilità con il mandato parlamentare.
Il 31 luglio 1989, in seguito alla nomina di Mino Martinazzoli a Ministro della difesa, viene eletto capogruppo del gruppo parlamentare DC alla Camera.
Nel 1991, da ministro dell'interno, con il decreto-legge n. 345/1991, istituisce la Direzione Investigativa Antimafia. Nel periodo del suo dicastero (1990-1992) vengono promulgate leggi importanti che hanno permesso alle forze dell'ordine e ai magistrati italiani di agire contro le organizzazioni mafiose.

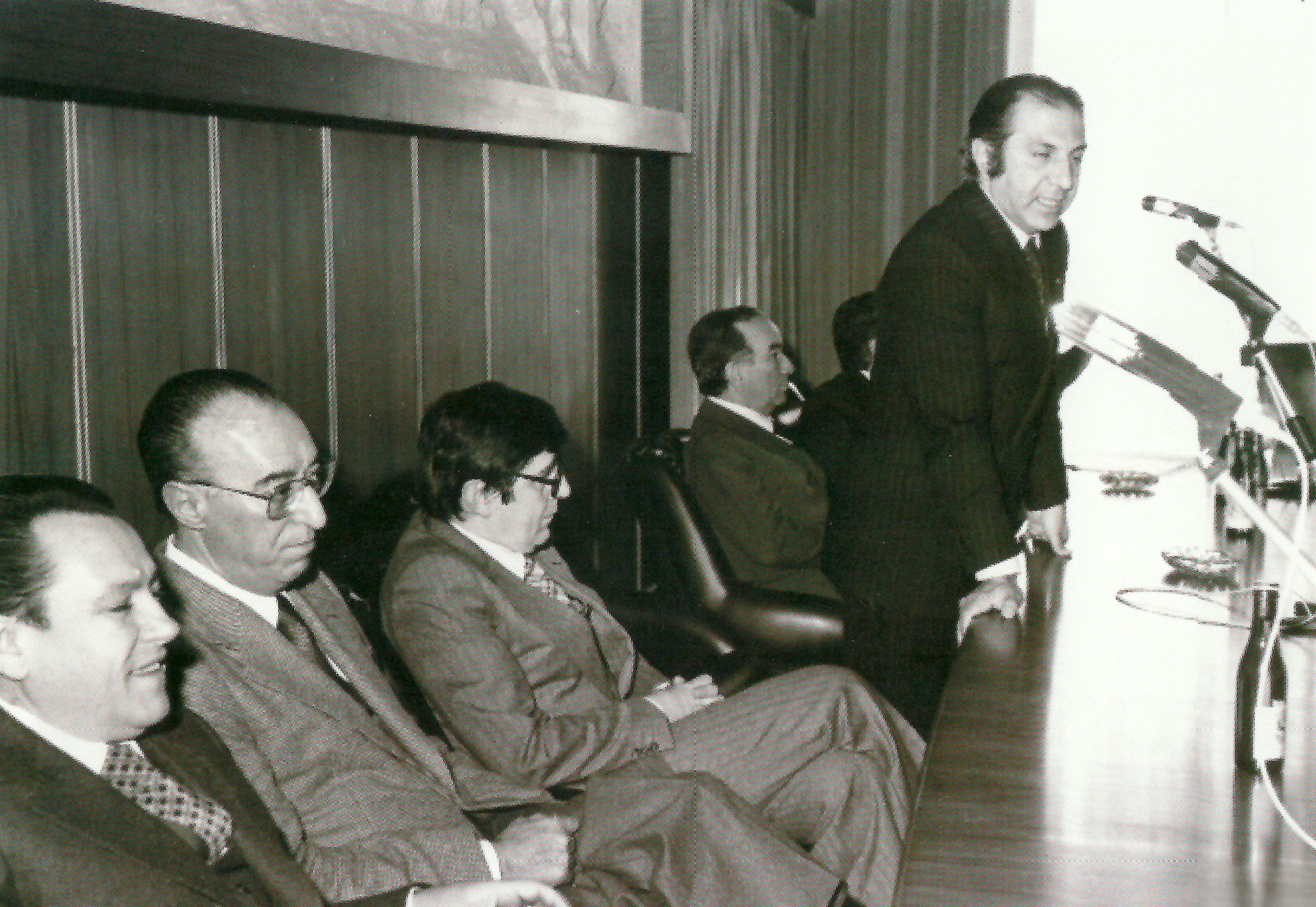
Vincenzo Scotti nel 1977 ad un convegno a Siracusa

Durante il suo mandato da ministro dell'interno, avvenne la strage di Capaci, dove morì il giudice Giovanni Falcone e la sua scorta. Nei due mesi successivi, nei quali si verificò anche la strage di via D'Amelio, era stato sostituito in tale posizione dal collega di partito democristiano                                                                      Nicola Mancino.
In occasione della formazione del primo governo Amato la direzione della Democrazia cristiana approva una risoluzione che stabilisce l'incompatibilità tra le cariche di ministro e di parlamentare. Nominato ministro degli esteri, Scotti opta per rimanere deputato, lasciando l'esecutivo un mese dopo la nomina. È l'unico membro democristiano dell'esecutivo a lasciare il governo.

### Ritorno alla politica
Alle elezioni politiche del 2006 guida una lista denominata Terzo Polo, presente solo in alcune circoscrizioni del Lazio e dell'Italia meridionale, che raccoglie risultati complessivamente assai modesti: lo 0,04% sia alla Camera (16.174 voti) che al Senato (13.260 voti).
Nel 2007 aderisce al Movimento per le Autonomie (MpA) di Raffaele Lombardo, di cui viene nominato presidente del partito e con cui alle politiche del 2008 viene candidato. Non eletto, il 12 maggio 2008 viene nominato dal Consiglio dei Ministri sottosegretario di Stato al Ministero degli affari esteri, affiancando il ministro Franco Frattini.
Alle elezioni europee del 2009 si candida con la lista elettorale L'Autonomia nella circoscrizione Italia Meridionale: ottiene 30.446 voti, ma non viene eletto. Il 22 gennaio 2010, dopo essere stato espulso dal MpA, diventa presidente nazionale del nuovo partito Noi Sud.
Agli inizi di novembre 2011, insieme con alcuni deputati del suo partito come Luciano Sardelli e Antonio Milo, scrive una lettera in cui invita il Presidente del Consiglio Silvio Berlusconi a dimettersi e accettare un governo di unità nazionale. Dopo le aspre critiche rivolte da alcuni giornali di centro-destra circa la sua posizione nell'esecutivo, l'8 novembre rassegna le dimissioni da sottosegretario agli affari esteri.

## Vicende giudiziarie

### Fondi neri del SISDE
Rinviato a giudizio per peculato e abuso d'ufficio per lo scandalo dei fondi neri del SISDE nel 1993, le accuse penali sono poi decadute per sopravvenuta prescrizione. La Corte dei conti gli ha imposto di risarcire allo Stato 2.995.450 euro, giudicandolo colpevole insieme all'ex direttore del SISDE, Alessandro Voci, di aver fatto acquistare un palazzo a Roma con fondi riservati del SISDE a un prezzo maggiorato di 10 miliardi di lire per la creazione di fondi neri. È stato assolto dall'accusa di corruzione nella gestione della nettezza urbana e in quello dei Mondiali di Italia '90.

### Inchiesta sulle sale Bingo
Un'inchiesta giornalistica di Report del 1º ottobre 2002, intitolata Dietro al Bingo, rivela alcuni retroscena sulla legalizzazione del gioco della tombola (rinominata in Bingo) e i coinvolgimenti politici. In particolare Milena Gabanelli avrebbe affermato che imprenditori privati e multinazionali spagnole del gioco d'azzardo si sarebbero lanciati nell'affare nel 1999 quando sotto il governo D'Alema il gioco della tombola diventa Bingo, anche se il decreto legge che lo rende operativo e che trasformerebbe in illegali tutte le tombole di quartiere nasce il 21 novembre 2000 quando al Ministero delle finanze vi era Ottaviano Del Turco e al Tesoro Vincenzo Visco.
Nella vicenda venne coinvolto anche Scotti, che fondò assieme a Luciano Consoli "Formula Bingo", una società nella quale è presidente, che svolge consulenze per l'apertura delle sale bingo e rapidamente ottiene 214 delle 420 concessioni messe in campo sino a quel momento, grazie anche all'alleanza con Codere, una multinazionale spagnola del gioco d'azzardo. Codere e "Formula Bingo" danno un'impronta industriale e altamente lucrativa al gioco casalingo della tombola, dove sono necessari grandi costi e investimenti da parte dei concessionari (i quali -stando all'inchiesta- per rifarsi necessitano di giochi più lucrosi e speculativi).
Con questa operazione "Formula Bingo" guadagna l'1,50% su ogni cartella venduta dalla sue 214 consociate. Scotti è anche presidente di Ascob, l'associazione dei concessionari. È lo stesso Scotti, infatti, che, in Senato, preme per rendere abusive le tombole nei circoli e consentire l'introduzione di slot machine e videopoker nelle Sale Bingo.

## Libri
- Romano Benini con Vincenzo Scotti, Sorvegliata speciale. Le reti di condizionamento della Prima Repubblica, Rubbettino, 2023. ISBN 9788849873733
- Vincenzo Scotti, Romano Benini, Silvia Sticca, Giovanni Tartaglia Polcini "Da Corleone alla rete silente", Eurilink University Press, 2022, ISBN 9791280164445
- Vincenzo Scotti e Sergio Zoppi, "Governare l'Italia. Da Cavour a De Gasperi a Conte oggi" Eurilink University Press, 2020, ISBN 9791280164001
- Vincenzo Scotti e Sergio Zoppi, "Non fu un miracolo. L'Italia e il meridionalismo negli anni di Giulio Pastore e Gabriele Pescatore, Eurilink Uiversity Press, 2016, ISBN 9788897931829
- Vincenzo Scotti, "Pax mafiosa o guerra. A venti anni dalle stragi di Palermo", Eurilink, 2012, 9788895151571